# ブランケット (料理)

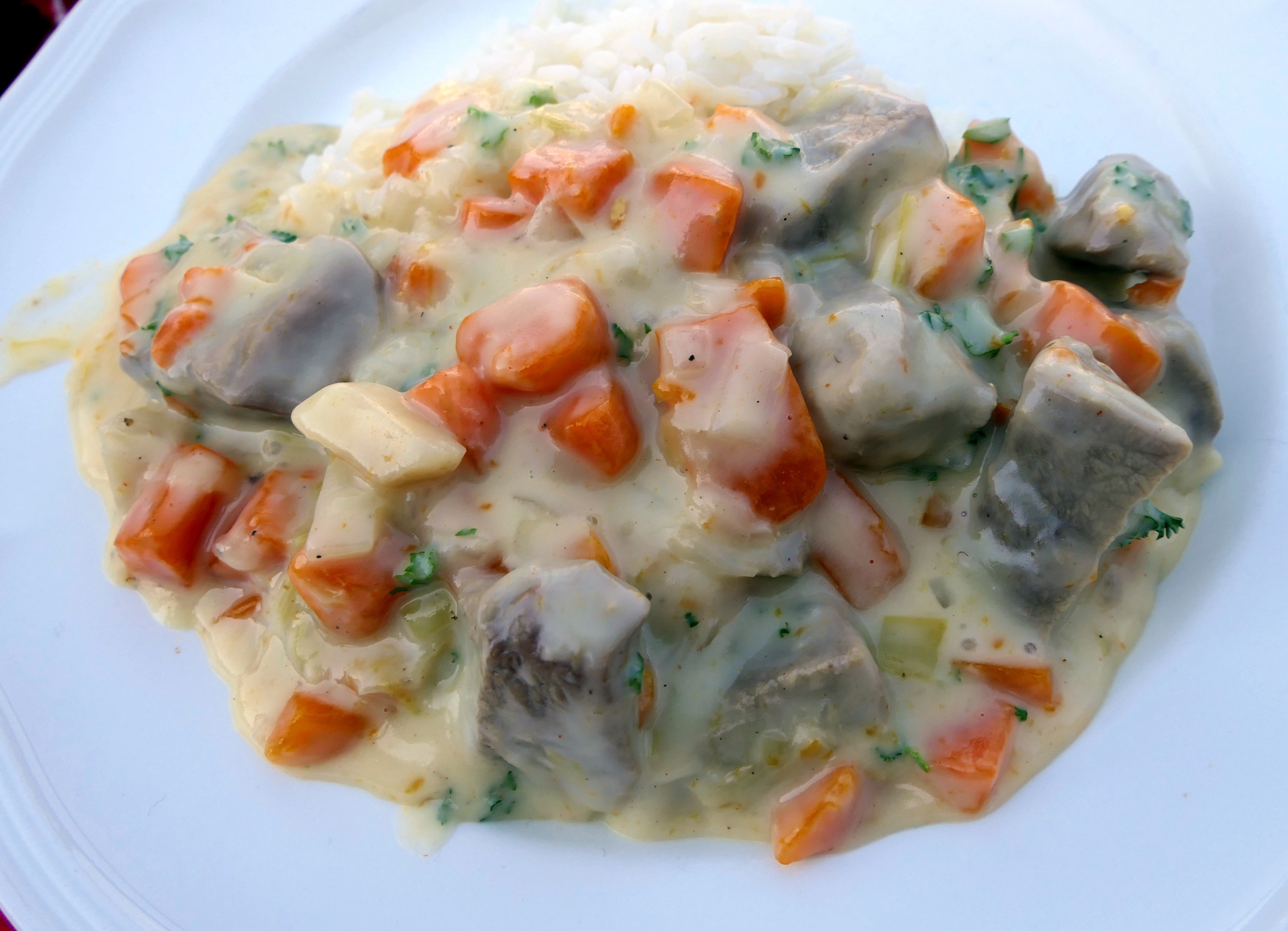
ブランケット・ド・ヴォー

ブランケット（フランス語: blanquette）はフランス料理におけるクリーム煮の総称。

## 概要

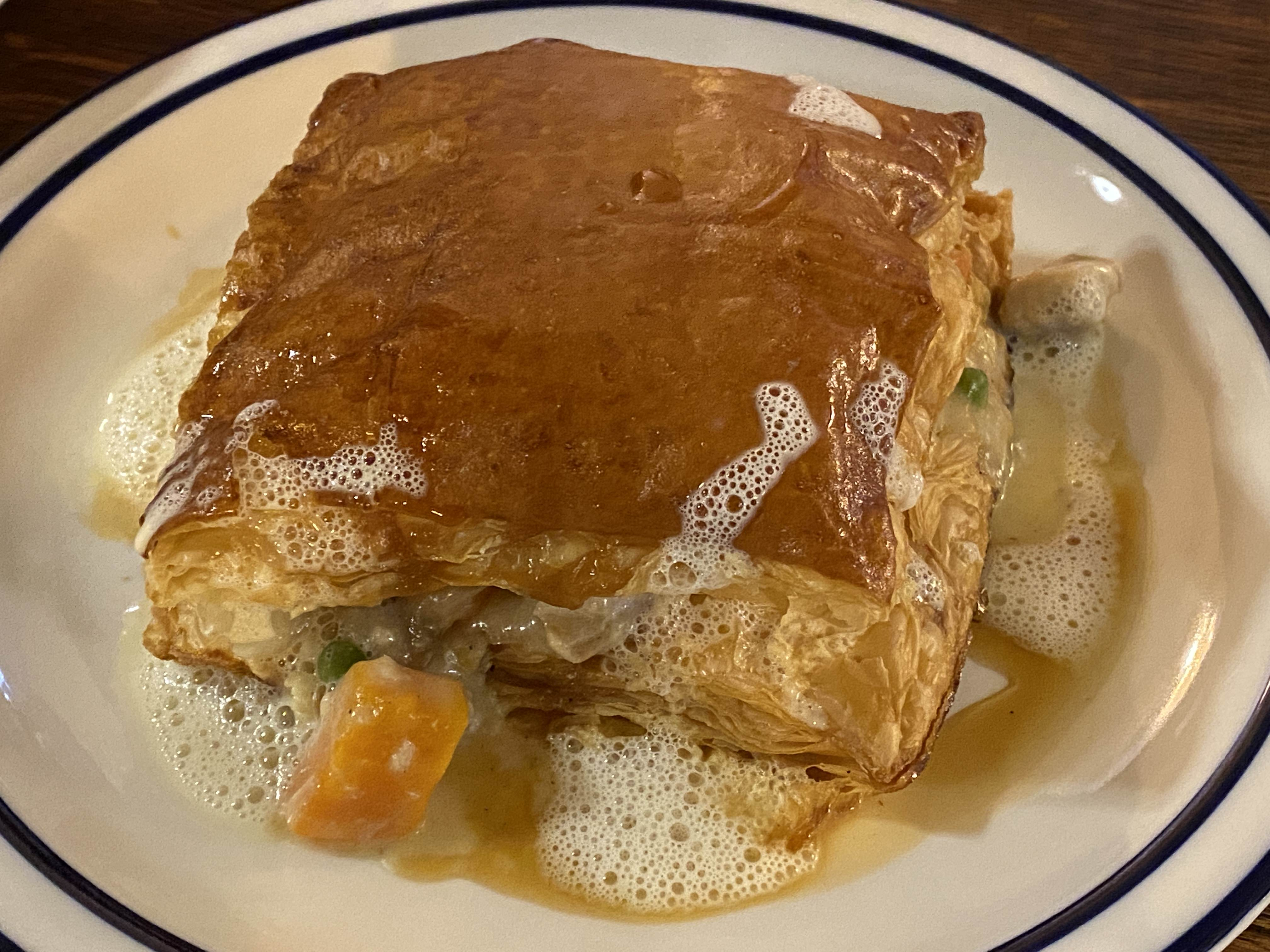
パイ包み鶏肉のブランケット

フランスの家庭料理の定番料理の1つである。
ブランケットはフランス語で「白く仕上げた」の意味である。日本語ではフリカッセともどもクリームシチューと評されることもある。
仔牛肉を用いたブランケット・ド・ヴォーが代表的であるが、以下のように様々な食材のブランケット料理がある。
- 鶏肉を用いたブランケット・ド・プーレ（Blanquette de Poulet）[3][5]
- 仔羊肉を用いた ブランケット・ダニョー（Blanquette d'Agneau）[6]
- 鮭を用いたブランケット・ド・サーモン（Blanquette de Saumon）[7]
- 豚肉を用いたブランケット・ド・ポー（Blanquette de Porc）

なお、ブランケット・ド・リムーはフランス南部の町リムーで作られるスパークリングワインであり、本項の料理とは関係がない。

## フリカッセとの違い
似たような料理にフリカッセがある。今日ではブランケットとフリカッセに大きな違いはないとされる。
言葉の元としてはブランケットは食材を湯通しして白くすること（ブランシール、blanchir）が要件であり、フリカッセは食材を色づかないよう表面を軽くバターで炒めてから作るといった違いはある。フリカッセは煮込む前に食材を炒めることで肉汁や旨味が逃げないようにし食材の旨味を楽しむもので、逆にブランケットは炒めずに煮込むことでスープに溶け込んだ具材の旨味を楽しむものと捉えることもできる。
また、ブランケットは、生クリームなどを使用せず、煮汁に卵黄を加える料理で、小麦粉とバターで白く仕上げるフリカッセやシチュー（クリームシチュー）との違いとして挙げられることもある。